# 엑스트랙트
《엑스트랙트》(영어: Extract)는 2009년 개봉한 미국의 코미디 영화이다.
이 영화는 판사의 오피스 스페이스에 대한 동반자 작품이라고 한다. 이 영화는 로스앤젤레스에서 촬영되었으며, 로스앤젤레스 남쪽 커머스 시에 있는 실제 병입수 공장에서 촬영된 추출물 공장의 세계를 배경으로 한다. 판사는 실제로 공장에서 일한 경험이 있는 산업계에 대한 자신의 지식에 의존했다.
비평가들로부터 일반적으로 긍정적인 평가를 받았으며 800만 달러의 예산 대비 전 세계적으로 1,080만 달러의 수익을 올렸다. 엑스트랙트는 2009년 9월 4일 미국에서 극장 개봉되었다.

## 줄거리
조엘 레이놀즈는 향료 추출 회사를 운영하는 사장이다. 사업은 성공적이지만, 그의 결혼 생활은 활력을 잃은 상태이다. 게다가 옆집에 사는 성가신 이웃 네이선 때문에 골머리를 앓고 있다. 어느 날, 공장에서 불의의 사고로 직원 스텝이 부상을 입게 된다. 이 소식을 접한 사기꾼 신디는 스텝을 이용해 돈을 벌 계획을 세우고, 공장에 잠입해 조엘에게 접근한다. 그녀는 스텝에 대한 정보를 캐내고 동료들의 물건을 훔치며 혼란을 조장한다. 조엘은 신디에게 호감을 느끼지만 아내에 대한 사랑 때문에 갈등한다.
친구 딘은 조엘에게 아내를 유혹할 남자를 고용해 복수심을 해소하라고 제안한다. 술에 취한 조엘은 딘의 제안대로 아내 수지를 유혹할 브래드를 고용한다. 하지만 다음 날 정신을 차린 조엘은 브래드를 막으려 하지만 이미 브래드와 수지는 불륜을 저지르고 있다. 브래드는 수지와 사랑에 빠져 도망가려 한다. 조엘은 혼란스러운 와중에 신디에게 연락하려다 엉뚱한 사람에게 전화를 걸고, 그 와중에 신디가 나타나면서 소동이 벌어진다.
스텝의 소송 문제로 변호사와 협상하던 조엘은 직원들의 파업과 무례한 태도에 질려 집으로 돌아가고, 그곳에서 아내의 불륜을 알게 된다. 조엘은 자신이 브래드를 고용했다는 사실을 밝히고 집을 나와 모텔에 머무른다. 그곳에서 조엘은 신디가 다른 방에 묵고 있음을 발견하고, 그녀가 도둑일 뿐 아니라 모든 문제의 원흉임을 깨닫는다. 신디는 눈물을 보이며 조엘을 설득하고, 스텝에게 소송을 취하하도록 설득하겠다고 약속한다. 조엘과 신디는 밤을 함께 보내지만 다음 날 아침 신디는 사라지고 훔친 물건들만 남는다.
스텝은 조엘에게 소송을 취하하는 조건으로 관리자로 승진시켜달라고 요구한다. 한편, 네이선이 조엘의 집에 다시 찾아오자 수지는 그에게 분노를 터뜨리고, 네이선은 그 자리에서 쓰러져 사망한다. 죄책감을 느낀 수지는 네이선의 장례식에 참석하고, 거기서 조엘과 다시 마주친다. 어색한 순간을 뒤로하고 둘은 함께 차를 타기로 한다. 마지막 장면에서 신디가 변호사의 고급 승용차를 훔쳐 달아나고 스텝의 트럭을 남겨둔 사실이 밝혀진다.

## 출연
- 제이슨 베이트먼
- 벤 애플렉
- 크리스틴 위그
- 밀라 쿠니스
- J. K. 시먼스
- 클리프턴 콜린스 주니어
- 더스틴 밀리건
- 데이비드 케크너
- 베스 그랜트
- T. J. 밀러
- 맷 슐츠
- 진 시먼스
- 브렌트 브리스코
- 핼 스파크스
- 톰 버튜
- 마이크 저지
- 리디아 포토

## 기타 제작진
- 배역: 비너스 카나니, 메리 버뉴
- 미술: 마허 아매드
- 세트: 진 서데이나
- 의상: 앨릭스 프리드버그